# Lemnhult
Lemnhult är en ort i Vetlanda kommun och kyrkby i Lemnhults socken, i Jönköpings län. Lemnhult ligger sydöst om Vetlanda.
Kyrkan Lemnhults kyrka ligger här.